# Oltre (Claudio Baglioni)
Un uomo

Oltre»
(Claudio Baglioni, Pace)

Baglioni nei primi anni 90

Oltre, sottotitolato: un mondo uomo sotto un cielo mago, è l'undicesimo album da studio del cantautore Claudio Baglioni, pubblicato il 17 novembre 1990 dalla CBS.
L'album contiene sperimentazioni con la world music, e fu registrato e prodotto nel giro di tre anni, rappresenta il progetto più ambizioso e monumentale della carriera di Baglioni ed è considerato dalla critica specializzata il suo «capolavoro». In molte interviste Baglioni lo definì come l'inizio di una trilogia del tempo, in cui Oltre rappresenta il passato, Io sono qui il presente e Viaggiatore sulla coda del tempo il futuro. L'album divise la critica musicale e segna uno spartiacque nella carriera di Baglioni e nella storia della musica popolare italiana.
Il disco si basa su una lunga storia ispirata a un poema epico scritto dallo stesso Claudio Baglioni, intitolato Guscio. Questo poema è incluso nel cofanetto dell'album, distribuito ai 500 000 fan che lo avevano prenotato l'anno precedente. Descritto come un album "magico", Baglioni lo ha presentato come un viaggio dall'origine verso l'origine, in cui il protagonista, senza conoscere la sua destinazione, è alla ricerca delle proprie radici: l'uomo in cerca del proprio destino. L'opera è una sorta di monologo interiore basato sul flusso di coscienza, con protagonista Cucaio, alter ego di Claudio, di cui viene tracciata una biografia a ritroso.
L'album è suddiviso in quattro parti, ciascuna rappresentata da uno dei quattro elementi della natura: acqua, fuoco, terra e aria. Il filo conduttore che attraversa tutto il processo creativo è la vicenda di Cucaio, una sorta di alter ego "fantastico" dell'autore. Il nome Cucaio deriva dalla storpiatura che il piccolo Baglioni faceva del proprio nome. La storia di Cucaio è narrata attraverso un onirico flusso di consapevolezza, che anima il booklet all'interno della copertina. Quest'ultima è adornata da segni, tratti, simboli e colori ispirati all'arte aborigena, creando un collegamento visivo e simbolico con l'intero progetto.

## Registrazione

Nell'estate del 1988, Baglioni iniziò a comporre la musica per un nuovo album dopo tre anni dalla pubblicazione de La vita è adesso. Le prime sessioni di registrazione furono effettuate ai Real World Studios di proprietà di Peter Gabriel a Bath, sotto la direzione di Celso Valli e Pasquale Minieri, nello stesso periodo in cui Gabriel stava registrandovi la colonna sonora per L'ultima tentazione di Cristo di Martin Scorsese.
In una breve intervista pubblicata sul n. 1703 di Topolino, Baglioni rivelò in maniera implicita che il titolo del nuovo album sarebbe stato A presto. Riguardo al processo creativo nella realizzazione delle canzoni, Minieri disse:
Per quanto riguardava il titolo provvisorio, Minieri affermò:

Baglioni nel 1990.

L'8 settembre 1988 allo Stadio Comunale di Torino si tenne la tappa italiana del tour Human Rights Now! di Bruce Springsteen, Sting, Peter Gabriel, Youssou N'Dour e Tracy Chapman. Baglioni fu scelto come rappresentante per l'Italia, presentando canzoni inerenti al tema dell'evento (come la sua versione della Ninna nanna della guerra o Uomini persi) e dichiarando la sua decisione di prendere parte al concerto per la causa dei diritti umani.
Durante l'esibizione, un gruppo di persone incominciò a fischiare e lanciargli contro oggetti, reputandolo insensibile alle tematiche del concerto e fuori posto in un evento da loro ritenuto come esclusivamente rock. L'incidente ebbe un forte impatto su Baglioni il quale decise di non apparire più in pubblico e di concentrarsi soltanto sull'album.
Nell'ottobre del 1989, iniziarono le prevendite del disco con il titolo provvisorio: Un mondo più uomo sotto un cielo mago . La CBS tuttavia rinviò la pubblicazione dell'album al 1990, il che alimentò voci secondo le quali Baglioni non sarebbe stato soddisfatto del lavoro svolto fino a quel momento e avesse perciò deciso di riscrivere completamente l'album, rimandandone la data di uscita.
Intanto, le sessioni di registrazione si spostarono in differenti studi in Europa e coinvolsero artisti internazionali come Paco de Lucía, John Giblin, Youssou N'Dour, Pino Palladino, Steve Ferrone, Danny Thompson, gli italiani Pino Daniele e Mia Martini, nonché i componenti della band di Peter Gabriel di allora (Tony Levin, David Rhodes, David Sancious, Manu Katché) sebbene mai tutti su uno stesso brano.

## I brani
Oltre è un concept album che segue la storia e l'evoluzione di Cucaio, nome ispirato dal modo in cui Baglioni pronunciava il suo nome da bambino. Riguardo al personaggio, l'autore disse:
(Claudio Baglioni)
Un libretto allegato al disco contiene un testo scritto con la tecnica del flusso di coscienza, nel quale il cantautore nasconde il significato di tutte le canzoni.

### Disco 1

#### Dagli il via
In questo primo brano Baglioni ripercorre brevemente il suo passato con aneddoti, domande, opportunità perse e amori perduti. Nel ritornello dà il via a una corsa per la libertà e alla voglia di cercare il destino, rivolgendosi anche all'ascoltatore. L'uomo che si sente correre all'inizio della canzone è Walter Savelli, pianista e collaboratore di Baglioni.
Dagli il via è il brano di partenza, l'introduzione di questo viaggio, del viaggio dell'uomo dalla sua origine. Con una serie di immagini legate alla vita autobiografica del cantautore; "mi ubbriacai di una città Polacca", "bruciai una macchina e il mio passato", "sorpresi donne a sciogliersi i capelli". Immagini della vita personale ma della quale Cucaio diventa il simbolo di tutta l'umanità.

#### Io dal mare
Il mare viene ritratto come la madre di Cucaio e dell'intera umanità. L'arpeggio iniziale fu improvvisato da David Sancious durante una pausa dal lavoro con Peter Gabriel per L'ultima tentazione di Cristo; Pino Daniele contribuisce nel finale con un solo di chitarra acustica e vocalizzi scat all'unisono. Minieri ha raccontato che Pino voleva fare «quella cosa con Claudio» prima di un suo intervento al cuore e che il gruppo di lavoro si trasferì momentaneamente a Formia per registrare la canzone. In un'intervista rilasciata per il mensile Chitarre, Baglioni disse:
(Claudio Baglioni)
Il testo descrive con immagini suggestive l'alba dell'uomo e della vita sulla terra, viene considerata una vera e propria poesia con una ricerca stilistica e tematica che non appare in nessun artista della musica italiana. Nel ritornello di questo brano è uno dei primi brani dell'artista dove viene fuori una caratteristica letteraria fondamentale che lo accompagnerà per tutta la sua produzione da qui in avanti che è il gioco parole e la capacità di accostare le parole in un senso combinatorio, c'è quindi una ricerca di musicalità nel verso prima ancora che nella musica.

#### Naso di falco
Il tema principale è la presa di coscienza da parte dell'uomo di avere un sogno, mentre è alla ricerca di sé stesso. La canzone inizia con la descrizione di un falco appena nato che si pone le stesse domande ingenue che il cantautore si faceva da bambino. A queste se ne alternano altre più mature e rimaste senza risposta, relative a eventi come la strage di Ustica, la discussa repressione di Timișoara del 1989, il conflitto armato colombiano, disastro di Černobyl' e la strage dell'Heysel. Alla fine, il falco si libra nel cielo e vola via sull’albero più alto “laddove un sogno è ancora libero e l’aria non è cenere”.
Dopo essere venuto dal mare, l'uomo che va, adesso alza la testa e vede le cose per la prima volta con l'innocenza della sua condizione, non sapendosi spiegare tutto quello che gli sta intorno, ponendosi domande. Ma guardando dall'alto di un albero, come un falco che guarda lontano, cerca di darsi risposta a tutti perchè, raffigurando la capacità di analisi di un uomo che cerca la verità.

#### Io lui e la cana femmina
In questo brano, Baglioni descrive i suoi due cani da pastore tedesco e le passeggiate con loro, come se uscisse con degli amici a bere qualcosa insieme, sognando di essere libero e privo di inibizione come un animale e sottolineando come in fondo animali e uomini possano essere uguali. La canzone ospita Richard Galliano alla fisarmonica.

#### Stelle di stelle
Baglioni parla delle stelle dello spettacolo scomparse, la cui arte continua a vivere come la luce delle stelle che raggiunge la Terra nonostante esse siano morte milioni o miliardi di anni fa.
Al brano partecipa Mia Martini; in un'intervista del 1992 per RadioVerdeRai, la cantante dichiarò:
Ho trovato bellissima questa cosa, oltretutto anche molto nuova, perché è un pezzo veramente all’avanguardia, non era mai stato scritto in questa maniera, sia per quanto riguarda il lato melodico che il lato armonico. Addirittura ha aggiunto una parte di testo, mentre prima dovevamo cantare le stesse parole, improvvisamente, la mia è diventata come una specie di voce della coscienza.
Con il mio intervento, il pessimismo dell’artista che fa questo cammino all’indietro e poi smette di brillare e sparisce dalle scene, viene un attimino illuminato da un po’ di speranza. E allora io gli dico queste cose che cercano di risollevare il suo pessimismo: ‘ma può il cielo finire qui, può il mare finire prima dell’orizzonte…’ Gli offro questa speranza che poi in fondo è la forza che vuole ricevere un artista per riuscire ad andare avanti, perché è molto difficoltosa la strada da percorrere.
Melodicamente ha aggiunto dopo una parte, che è quella mia cantata, che non è conseguente alla melodia che canta lui ma è scritta come se fosse una partitura di basso, addirittura un contrabbasso, nel brano ci sono pochissimi strumenti, c’è un pianoforte, la batteria - sono soltanto delle spazzole, molto raffinate e leggere - e c’è questo contrabbasso meraviglioso registrato con tre sovrapposizioni e tre bassi diversi, per cui diventa tutto molto avvolgente e coinvolgente, la mia parte musicalmente è un po’ più intesa come una batteria tra la ritmica e il supporto del contrabbasso, è anche divertente per me entrare in questa melodia in maniera completamente diversa dalle mie normali interpretazioni.»
(Mia Martini)

#### Vivi
Il racconto di un amore finito e non più vivo come una volta ma con la voglia di tornare come prima. Il testo ha un marcato tono erotico ed esalta la vita e la passione sensuale paragonandole alle relazioni tra i quattro elementi (terra, aria, acqua e in particolare fuoco) concepiti dai filosofi presocratici, nonché al ciclo della vita. La canzone finisce con la successione di gruppi etnici: Ainu, Akha, Lacandón, Tasaday, Nambikwara, Gond, Maori, Masai, Kuna, Hopi, Yanomani, Semang, Onge, Kogi, Waorani, Penan, Caingua, Vedda, Sammi, Caraja, Inuit, Abbos, Tuareg e Jurana. La traccia presenta la successione melakarta tipica della musica carnatica indiana.

#### Le donne sono
Baglioni descrive la relazione tra gli uomini e le donne, con ironia e paragoni, affermando alla fine che gli uomini sono dei marinai in un oceano di donne che non capiranno mai.

#### Domani mai
Torna il tema dell'amore fisico, ma questa volta la canzone descrive il lamento per la futura rottura di una coppia a causa di una relazione impossibile. Paco de Lucía è ospite nel brano: durante la preparazione dell'album, il chitarrista andaluso studiò lo spartito del brano per una settimana e quando presentò le sue idee in fase di registrazione, nonostante fossero state molto apprezzate, disse: «Mah, non so se potevo suonare ancora meglio». Baglioni dirà nel 1992:
(Claudio Baglioni)

#### Acqua dalla luna
La canzone parla del desiderio di Baglioni/Cucaio di incantare il pubblico come un mago o un circense e di stupire in particolare chi è triste, poco fortunato o emarginato per una presunta stranezza. Con un'amara riflessione finale, il cantautore afferma che sarebbe bello se gli artisti potessero alleviare ogni sorta di tristezza o dolore, ma che ciò è impossibile come trovare acqua sulla Luna.

#### Tamburi lontani
Ogni persona ha il proprio tamburo, un proprio ritmo e canto con cui interagisce con gli altri uomini. Il ritmo in particolare ha stretti legami con le pulsioni vitali, come il battito cardiaco, e i cicli della Terra, come l'alternanza delle stagioni. Baglioni chiede conferma al suo interlocutore sul fatto che il tempo, nonostante tutto, non abbia provocato un allontanamento tra loro due, molto probabilmente un riferimento alla separazione dalla moglie Paola Massari e dal figlio Giovanni. Alla fine il tempo si mostra nuovamente potente, nonché indifferente all'infelicità dell'uomo, ma in quest'ultimo al contempo c'è la pulsione a ribellarsi a tale condizione esistenziale.

### Disco 2

#### Noi no
Canzone scritta per essere cantata in coro durante un concerto e per coinvolgere il pubblico. È un inno dedicato ai ribelli che lottano contro le ingiustizie, la mafia, la guerra e le scelte cattive, un inno a chiunque voglia un futuro migliore per sé, per le generazioni successive e per il mondo intero.

#### Signora delle ore scure
La donna descritta è una figura sconosciuta: una giovane ragazza che vive nella notte, proveniente forse da un distante Paese tropicale, e il desiderio di averla con sé è peccaminoso. Secondo alcuni è la descrizione della compagna incontrata nel 1987.

#### Navigando

Baglioni nel 1992.

Il racconto di una nottata folle passata con una donna, paragonando il navigare i mari alla navigazione di un amore: il marinaio della canzone naufraga tra bellezze provenienti da tutto il mondo, riflettendo sul fatto che alla fine ogni donna racchiude la bellezza di tutte le altre presenti sul pianeta. Baglioni, nel descrivere le caratteristiche somatiche di donne esotiche, riprende il melakarta di Vivi. Alla fine Baglioni si rende conto di essere stato come “Ulisse, Simbad e Gilgameš”, tre famosi personaggi epici che navigarono i mari e che si persero da soli, proprio come lui che al termine di questo amore si ritrova solo “come un lupo nella tana”. È l'altro brano del disco con Richard Galliano alla fisarmonica.

#### Le mani e l’anima
Il brano è dedicato al dramma di chi è costretti a lasciare la propria terra natia per cercare la redenzione in un altro Paese, descrivendo in particolare le radici africane dell'uomo e con parallelismo tra le parti del corpo e gli elementi naturali tipici dell'ambiente africano. L'io lirico rivuole indietro le sue mani (sineddoche del corpo) e la sua anima, la sua "Africanima", poiché l'Africa è lo spirito del mondo intero. Alla fine, delle frasi di rassegnazione vengono pronunciate con l'accento usato dallo stereotipo negativo del venditore ambulante africano ("Che vù campà", "Che vù parlà" e "Che vù tornà") ma sono sovraesposte da un ritmo africano, significando che gli Africani devono reclamare il proprio diritto di non essere considerati inferiori o culturalmente sottosviluppati e il diritto di considerare l'Africa come la madre e l'anima dell'umanità. La base strumentale fu realizzata ai Real World Studios, mentre le voci furono registrate a Roma. Il cantautore senegalese ed esponente della mbalax Youssou N'Dour collaborò con la sua voce e il suo stile, raccontando nel 2009:
(Yossou N'Dour)

#### Mille giorni di te e di me
La storia di un amore finito, dove ognuno va via incontro a chi insegnerà ciò che ha imparato assieme all’altro, sognando quell’attimo di eterno che però non c’è mai stato tra due amanti. Le motivazioni della separazione non sono chiarite; l'io lirico aveva considerato l'amore come un riparo dal mondo e cerca di immaginare una nuova relazione che tuttavia avrà le cicatrici di quella appena finita. Nel saluto finale tra i due, l'io lirico consegna il ricordo di se stesso a colui che lo sostituirà come fidanzato di lei.
In un'intervista al giornalista Vincenzo Mollica, Baglioni disse:
È una canzone che nasce dall’idea che l’innamoramento, il vero amore, nasca spesso quando l’amore è finito. È una canzone che nella sua fase ultima diventò più completa e che nacque proprio dal fatto che secondo me un uomo, quando incontra una donna e s’innamora veramente, cerca di nascondersi in lei e poi di nascondere lei stessa – quindi il suo involucro – agli occhi del mondo. Quello secondo me è il momento in cui un uomo s’innamora veramente. [...] Praticamente tutta la canzone è autobiografica, ma con quel gusto dell’autobiografia che gli artisti hanno di mettere insieme diverse biografie, cioè di creare una rete attraverso la quale sia anche misterioso entrare. C’è un verso, in particolare, che dice “Chi ci sarà dopo di te respirerà il tuo odore pensando che sia il mio”: e questo è un verso a cui sono particolarmente affezionato perché penso che la memoria abbia un odore, l’assenza delle persone si misura ancora con il loro profumo.»
(Claudio Baglioni)

#### Dov’è dov’è
Dopo un'introduzione parlata in cui l'attore Oreste Lionello descrive il declino morale della società, Baglioni paragona il sé stesso da piccolo che scappava dalle attenzioni dei parenti al sé stesso grande che scappa dai paparazzi, dai fan e dal mondo. Tutti lo cercano disperatamente come se inseguissero un criminale evaso dal carcere. La canzone contiene intermezzi cantati dai genitori del cantautore, Riccardo Baglioni e SIlvia Saleppico, dal suo ex insegnante Mario Pescetelli e della domestica di casa sua quando era piccolo, Teresita Lastoria: ciascuno descrive un aspetto del carattere di Baglioni da ragazzino. Alla fine del testo, il "ricercato" viene catturato e portato a processo, dove eventi della sua vita privata diventano accuse di persone impiccione e invadenti.

#### Tieniamente
La canzone è dedicata agli eventi della Protesta di piazza Tienanmen del 1989, e il titolo è un gioco di parole tra "Tienanmen" e la frase “tieni a mente” per invitare a non dimenticare ciò che successe.

#### Qui dio non c’è
Il brano ritrae la rabbia e la sofferenza (sia personale sia collettiva) provocate dai mali e dalle ingiustizie presenti nel mondo, dove probabilmente non esiste alcun Dio nonostante quest'ultimo avrebbe dovuto essersi realizzato nella natura.

#### La piana dei cavalli bradi
La canzone inizia con l'immagine di cavalli che corrono liberi nelle praterie, e successivamente descrive la distanza tra due amanti: probabilmente è un riferimento ai due anni di ritiro di Baglioni ad Ansedonia per comporre la musica dell'album, isolato da tutti. L'Io lirico accetta e attende il proprio futuro, come i cavalli nelle stalle aspettano di correre. Alla fine, l'uomo riesce a trovare la pace interiore in quell'attesa e inizia a correre verso "la piana dei cavalli bradi".

In un'intervista per Rai Radio 2, Baglioni affermò di essersi ispirato al paesaggio dei Piani di Castelluccio, in Umbria:
(Claudio Baglioni a Mezzogiorno con..., Rai Radio 2, 19 maggio 1998)

#### Pace
Nel brano che chiude l'album, l'Io lirico riesce a fare pace con sé stesso, col sé bambino e col mondo: adesso è un adulto e ha ritrovato da solo quel cuore in un mondo così simile agli esseri umani, sotto un cielo che ci inganna come un mago. Salutato Cucaio, l'Io lirico dichiara di esser finalmente diventato libero, un uomo, "oltre" quasi come lo Übermensch di Nietzsche.
(Claudio Baglioni al Maurizio Costanzo Show, 15 novembre 1990)

## Pubblicazione e accoglienza
| Recensione | Giudizio |
| ---------- | -------- |
| AllMusic   |          |

Baglioni al Maurizio Costanzo Show

Nell'ottobre 1990, RaiStereoDue trasmise le prime due tracce dell'album un mese prima della pubblicazione ufficiale.
Il successivo 4 novembre Baglioni subì un incidente automobilistico a Roma con la sua Porsche, riportando lacerazioni alla mano, al volto e alla lingua. I bollettini medici specificarono che gli interventi chirurgici non avrebbero costretto il cantautore a interrompere la sua carriera. Il 15 novembre, Baglioni fu unico ospite in una puntata del Maurizio Costanzo Show di Canale 5, la sua prima apparizione pubblica dopo l'incidente.

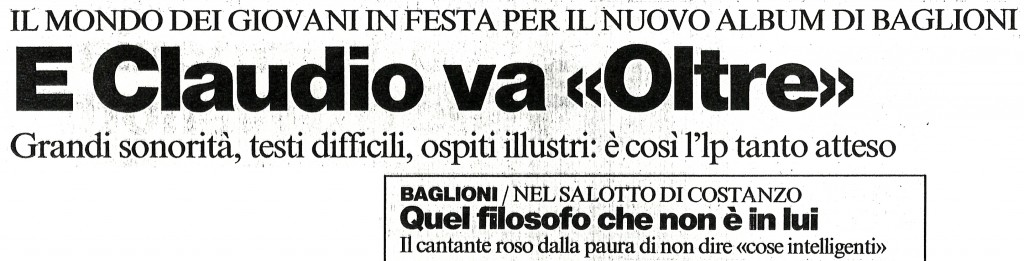
Titolo in prima pagina de La Stampa, novembre 1990

Il 17 novembre 1990, dopo tre anni dal suo annuncio, l'album di inediti fu pubblicato in Italia con il titolo Oltre - un mondo uomo sotto un cielo mago. Nel 1991 venne rilasciata una versione di Oltre in vari paesi tra cui Spagna, Canada, Germania, Francia, Nord e Sud America. Oltre è l’unico album di Claudio Baglioni pubblicato in tutta l’Europa, a differenza di quegli degli anni settanta pubblicati solo in Spagna e Francia, e quelli degli anni ottanta pubblicati in Germania. Nel febbraio 1991, la CBS dichiarò che l'album in Italia aveva venduto più di 900 000 copie.
Oltre sorprese i critici musicali e i giornalisti italiani. In un articolo scritto assieme ad Enzo Biagi per TV Sorrisi e Canzoni, il compositore Ennio Morricone affermò:
(Ennio Morricone)
Il critico musicale Gino Castaldo su La Repubblica scrisse:
Roberto Giallo su l'Unità scrisse invece:

## Tracce
Testi e musiche di Claudio Baglioni.
Lato A
1. Dagli il via – 5:46
2. Io dal mare (feat. Pino Daniele) – 5:28
3. Naso di falco – 5:16
4. Io lui e la cana femmina (feat. Richard Galliano) – 4:16
5. Stelle di stelle (feat. Mia Martini) – 3:23

Lato B
1. Vivi – 4:21
2. Le donne sono – 5:40
3. Domani mai (feat. Paco de Lucía) – 5:09
4. Acqua dalla luna – 4:31
5. Tamburi lontani – 5:49

Lato C
1. Noi no – 5:14
2. Signora delle ore scure – 4:50
3. Navigando (feat. Richard Galliano) – 4:03
4. Le mani e l'anima (feat. Youssou N'Dour) – 5:22
5. Mille giorni di te e di me – 5:38

Lato D
1. Dov'è dov'è (feat. Oreste Lionello) – 4:55
2. Tieniamente – 3:44
3. Qui Dio non c'è (feat. Didier Lockwood) – 5:38
4. La piana dei cavalli bradi – 4:56
5. Pace – 5:41

## Crediti
- Claudio Baglioni – voce, pianoforte e tastiere
- Riccardo Baglioni – voce (traccia: D1)
- Marcello Bono – ghironda (traccia: A3)
- Simon Clark – pianoforte (traccia: A1)
- Danny Cummings – percussioni (tracce: B2, B5, C4, D4)
- Pino Daniele – chitarra, cori (traccia: A2)
- Paco de Lucía – chitarra (traccia: B3)
- Pierre Dutour – tromba (traccia: A4)
- Steve Ferrone – batteria (tracce: B4, C3)
- Richard Galliano – fisarmonica (tracce: A4, C3)
- Michael Gaucher – sassofono (traccia: A4)
- Paolo Gianolio – chitarra (tracce: A2, A3, A4, B2, C1, C2, C5, D1, D3, D4, D5)
- John Giblin – basso (tracce: C4)
- Nick Glennie-Smith – tastiere (tracce: B1, C3, C4)
- Isobel Griffiths – ottoni, legni (traccia: B5)
- Manu Katché – batteria (eccetto tracce: B4, C3, C4, C5, D1 D2)
- Teresita Lastoria – voce (traccia: D1)
- Tony Levin – basso (tracce: B4, C2, C3, C5)
- Oreste Lionello – voce recitante (traccia: D1)
- Didier Lockwood – violino (traccia: D3)

- Mia Martini – voce (traccia: A5)
- Charlie Morgan – batteria (tracce: C4, C5)
- Youssou N'Dour – voce (traccia: C4)
- Phil Palmer – chitarra (tracce: A1, B1, D1)
- Pino Palladino – basso (tracce: A1, A2, A3, A5, B2, B3, C1, D3, D4, D5)
- Mario Pescetelli – voce (traccia: D1)
- Hossam Ramzy – percussioni (tracce: C3, D3)
- Danilo Rea – pianoforte (traccia: A5), cori (traccia: B2)
- David Rhodes – chitarra (traccia: A1)
- Frank Ricotti – percussioni (tracce: A3, C1, D3, D5)
- Walter Savelli – pianoforte (traccia: C5), cori (traccia: B2 )
- Silvia Saleppico – voce (traccia: D1)
- David Sancious – tastiera (traccia: A2)
- Danny Thompson – contrabbasso (traccia: B5)
- Celso Valli – tastiere (eccetto tracce: A5, B2, D2), arrangiamenti, direzione d'orchestra
- Ida Baldi, Rossella Corsi, Cesare De Natale, Susan Duncan-Smith, Roberta Longhi, Livio Macoratti, Paola Massari, Claudio Mattone, Matteo Montanari, Piero Montanari, Franco Novaro, Massimiliano Savaiano – coro (traccia: B2)
- London Symphony Orchestra – legni (traccia: D3)
- Unione dei Musicisti di Roma – archi (tracce: B3, D4), mandolini (traccia: B3), legni (traccia: D4)

- Pasquale Minieri – realizzazione e missaggio
- Registrato da Stuart Bruce, Mark Chamberlain, Graham Dickson, Claude Grilles, Maurizio Maggi, Paul Mortimer, Eddie Offord
- Trasferito su disco da Tim Young

## Classifiche
| Classifica (1990) | Posizione massima |
| ----------------- | ----------------- |
| Europa            | 36                |
| Italia            | 1                 |

### Classifiche di fine anno
| Classifica (1990) | Posizione |
| ----------------- | --------- |
| Italia            | 3         |